# Хенри, Лиа
Луди «Лиа» Хенри (англ. Ludi "Lea" Henry; род. 22 ноября 1961 года в Колкуитте, Джорджия, США) ― американская баскетболистка, принимала участие в летних Олимпийских играх 1984.

## Баскетбол
Хенри была отобрана в состав американской сборной на Всемирной Универсиаде 1981 года, проходившей в Бухаресте, Румыния, под руководством тренера Кей Йоу. После победы в первом матче, сборная США встретилась с командой Китая, которая и лидировала в первом тайме. Сборной США, однако, в конце удалось обогнать китайцев на два очка. Команда США играла  также против сборной  Канады, которая вела после первого тайма, но американские баскетболистки в конце опередили канадок на три очка ,победив их со счётом 79-76. Команда США также выиграла матч у хозяев Универсиады, сборной Румынии. Но в решающем матче за золотые медали уступила непобедимой команде СССР. Генри на чемпионате имела в среднем 5,1 очка за игру.
Хенри ездила на Тайвань с командой, представляющей США на соревнованиях Кубка Уильяма Джонса 1980 года. Счёт команды в конце турнира составил 7-2, и её игроки были удостоены бронзовых медалей. Хенри вернулась в составе сборной США на Кубок Джонса в 1982 году. В этот раз американцы завершили турнир со счётом 7-1, что позволило ей получить серебряную медаль. Генри была лучшим бомбардиром команды США с результатом 19,6 очков за игру, благодаря которому она была удостоена позиции во все-турнирной команде Кубка Джонса. Хенри также соревновались на Кубке Джонса и в 1984 году. Американская сборная была отправлена на турнир в рамках своей предолимпийской тренировки. Игроки команды выиграли все восемь игр и получили золотые медали.
Хенри также сыграла на Всемирной Универсиаде 1981 и 1983 года, оба раза команда находилась под руководством тренера Джилл Хатчисон. Оба раза американки выиграли золото.